# Asa Biggs
Asa Biggs (Williamston, 1811. február 4. – Norfolk, 1878. március 6.) az Amerikai Egyesült Államok szenátora (Észak-Karolina, 1855–1858).